# Дрындар (село)
Дрындар (болг. Дръндар) — село в Болгарии. Находится в Варненской области, входит в общину Суворово. Население составляет 188 человек.

## Политическая ситуация
В местном кметстве Дрындар, в состав которого входит Дрындар, должность кмета (старосты) исполняет Зюмбюл  Исмаил Али (Движение за права и свободы(ДПС)) по результатам выборов.
Кмет (мэр) общины Суворово —  Павлин Михайлов Параскевов (независимый) по результатам выборов.